# Petrorossia liliputiana
Petrorossia liliputiana är en tvåvingeart som beskrevs av Mario Bezzi 1925. Petrorossia liliputiana ingår i släktet Petrorossia och familjen svävflugor. Inga underarter finns listade i Catalogue of Life.